# Wodnykiw-Insel
Die Wodnykiw-Insel (ukrainisch Острів Водників/Ostriw Wodnykiw, russisch Остров Водников/Ostrow Wodnikow) ist eine Flussinsel des Dneprs in der ukrainischen Hauptstadt Kiew.

## Geographie
Die etwa 1750 Meter lange und 650 Meter breite Dneprinsel liegt südlich des Kiewer Stadtzentrums im, auf dem rechten Dneprufer gelegenen, Stadtrajon Holossijiw und ist mit diesem über einen Damm mit darüber führender Straße, verbunden.
Auf der Insel befindet sich eine Werft und eine Datschensiedlung.

## Geschichte
Die Wodnykiw-Insel trug im 18. und 19. Jahrhundert die Namen Kloster-Insel, da sie einmal zum Kiewer Höhlenkloster gehörte, und Galeeren-Insel, da auf ihr ein Hafen lag, und die Insel der Form einer Galeere glich. Nach der Oktoberrevolution erhielt sie ihren heutigen Namen. In den 1950er Jahren wurde die Insel durch einen Damm mit dem Festland verbunden. Der so entstandene tote Flussarm dient seitdem Flussschiffen als Winterhafen.